# Ayumu Kawai
Ayumu Kawai (japanisch 川井 歩 Kawai Ayumu; * 12. August 1999 in Iwakuni) ist ein japanischer Fußballspieler.

## Karriere
Kawai erlernte das Fußballspielen in der Jugendmannschaft von Sanfrecce Hiroshima. Hier unterschrieb er 2018 auch seinen ersten Profivertrag. Der Verein aus Hiroshima spielte ersten japanischen Liga, der J1 League. Von April 2019 bis Saisonende 2020 wurde er an den Zweitligisten Renofa Yamaguchi FC ausgeliehen. Nach der Ausleihe wurde er von dem Verein aus Yamaguchi im Februar 2021 fest unter Vertrag genommen. Nach insgesamt 70 Zweitligaspielen wechselte er im Januar 2022 zum ebenfalls in der zweiten Liga spielenden Montedio Yamagata.